# Philoscia bonariensis
Philoscia bonariensis is een pissebed uit de familie Philosciidae. De wetenschappelijke naam van de soort is voor het eerst geldig gepubliceerd in 1935 door Giambiagi de Calabrese.